# Kobalt-60
Kobalt-60 (symbool: 60Co) is een relatief onstabiele radioactieve isotoop van kobalt.
Kobalt-60 ontstaat onder meer bij het radioactief verval van ijzer-60.

## Radioactief verval
Kobalt-60 vervalt voor 100% via β−-verval tot de stabiele isotoop nikkel-60:
{\displaystyle {\ce {{^{60}_{27}Co}->{^{60}_{28}Ni}+{e^{-}}+{\bar {\nu }}_{e}}}}
De halveringstijd van dit verval bedraagt ongeveer 5,27 jaar.

## Toepassingen
Kobalt-60 wordt aangewend in de radiotherapie. Het produceert gammastraling van twee frequenties, met energieën van 1,17 MeV en 1,33 MeV per foton. Een kobalt-60-bron is vaak rond de 2 centimeter in doorsnede. De bron is ongeveer vijf jaar bruikbaar, omdat na die tijd de helft van het nuclide is vervallen. Toch is kobalt-60 dan nog steeds zeer radioactief. In de westerse wereld is kobalt-60 voor radiotherapie grotendeels vervangen door lineaire versnellers (linacs).
Naast de geneeskundige toepassingen wordt de isotoop ook gebruikt in de industrie als algemene bron van gammastralen. De isotoop kobalt-60 kan vrij eenvoudig industrieel worden bereid door de natuurlijke isotoop kobalt-59 bloot te stellen aan een neutronenbron. Bovendien is de hoeveelheid en de intensiteit van de straling perfect gekend, zodat de bron relatief veilig is om mee te werken. Kobalt-60 wordt onder meer gebruikt om medische instrumenten en voeding te steriliseren, voor industriële radiografie (meten van dikte en dichtheid van materialen) en als stralingsbron voor bijvoorbeeld containerscanners.
Net als onder andere strontium-90, ruthenium-106 en plutonium-238 wordt kobalt-60 gebruikt als nucleaire brandstof voor thermo-elektrische radio-isotopengeneratoren (RTG).
47Co · 48Co · 49Co · 50Co · 51Co · 52Co · 52mCo · 53Co · 53mCo · 54Co · 54mCo · 55Co · 56Co · 57Co · 58Co · 58m1Co · 58m2Co · 59Co · 60Co · 60mCo · 61Co · 62Co · 62mCo · 63Co · 64Co · 65Co · 66Co · 66m1Co · 66m2Co · 67Co · 68Co · 68mCo · 69Co · 70Co · 70mCo · 71Co · 72Co · 73Co · 74Co · 75Co · 76Co · 77Co